# Mohamed Mallal
Moha Mallal est un chanteur poète, musicien et caricaturiste berbère marocain. 

## Biographie
Il est né à Tamllalt dans le Dadès dans la région de Ouarzazate en 1965. 
Tout petit déjà, il s'amusait à reproduire les portraits de toute la famille. Une vocation qu'il a beaucoup travaillé depuis pour devenir l'un des peintres- en compagnie de sa sœur Fatima Mallal - les plus connus de sa région. D'ailleurs il a exposé un peu partout au Maroc : Agadir, Ouarzazate, Rabat...
En écoutant Médi1, il a découvert pour la première la musique amazighe (« berbère ») monderne surtout avec les chanteurs kabyles comme Idir et Ait Mengellet. Il s'est fait un point d'honneur d'apprendre à jouer de la guitare. Ce qui fut fait. 
Il est même devenu un chanteur avec un style qui lui est propre. Bien plus, il s'est fait même une place de choix parmi la multitude de chanteurs amazighs en faisant de l'engagement pour la cause amazighe son thème principal. 
Mohamed Mallal est aussi un poète. Pratiquement tous les textes qu'il chante sont les siens. En plus, il a sorti il y a quelques années un recueil, « anzwum » où il a compilé un bon nombre de ses poèmes. 
Actuellement, il travaille en tant que professeur d'art plastique dans un lycée de la ville d'Ouarzazate.

## Discographie
- Asif n Dades en 1997;
- Sellagh en 1997;
- Timelellay en 2001 ;
- Uyema Atwareg en 2003 ;
- Azmul en 2005 ;
- Angi en 2007.
- Azwu en 2009
- Amersal en 2010

## Liens
- http://www.mallal.net officiel
- http://www.azawan.com/tamazight/mellal/